# Лебков, Евгений Дмитриевич
Евгений Дмитриевич Лебков (2 августа 1928, дер. Нечаево, Смоленская губерния — 11 января 2005, Партизанск, Приморский край) — советский и российский поэт, писатель, один из создателей Сахалинского отделения Союза писателей РСФСР (позже преобразовано в Сахалинское региональное отделение Союза писателей России), почётный житель Партизанска, заслуженный лесовод РСФСР (1968), член Союза российских писателей.

## Биография
Родился в деревне Нечаево (ныне — Рогнединского района Брянской области). Окончил Брянский лесотехнический институт. В 1951 году переехал на Сахалин. Работал в лесном хозяйстве в разных населённых пунктах Сахалинской области: Долинске, Холмске, Южно-Курильске. Вырастил свыше десяти тысяч гектаров леса (в том числе благодаря Лебкову на Сахалине появились леса с посадками сосны из Брянской области, семена которой он выписывал; сосны Лебкова, высаженные им на Кунашире, видны с берегов Хоккайдо).  18 июня 1967 года вместе с Владимиром Санги и Иваном Белоусовым участвовал в создании Сахалинского отделения Союза писателей РСФСР (был избран уполномоченным Литфонда). 17 апреля 1968 года, будучи  директором Долинского лесхоза, удостоен почётного звания «Заслуженный лесовод РСФСР».
В 1987 году переехал в посёлок Углекаменск, где возглавил литературное объединение «Родник» и литературно-музыкальный клуб «Россияне». Тогда же выпустил книгу «Нежданно-негаданно». Продолжал писать стихи и прозу, однако долгое время не печатался. После 14 лет перерыва, в 2001, издал сборник «А что же мне делать в России?».
Умер в 2005 году в Партизанске.

## Творчество
Писал стихи со школьных лет. В 1949 году впервые опубликовал своё произведение в альманахе брянских литераторов «Край родной». Первый поэтически сборник Лебкова, «Солнечный самосев», вышел в 1962 году, когда поэт жил в Долинске. Печатался в издательствах «Молодая гвардии», «Современник», «Советский писатель», журналах «Сахалин», «Дальний Восток», газетах Приморья, Брянской, Орловской и Сахалинской областей. В 1967 году принят в Союз писателей СССР. Увлекался написанием танка и хайку.
Всего издал 17 книг стихов и прозы. Стихи Лебкова переведены на болгарский, идиш, иврит, латышский, литовский и эстонский языки.
В основном писал стихи и прозу о природе. Важное место в его творчестве занимала тема Южных Курил. За широту души был прозван Директором Тихого Океана.

### Книги
- Солнечный самосев: Стихи. — Сахалинское кн. изд-во, 1962. — 55 с.
- Люди ждут: Стихи и поэма «Парторг. — Сахалинское кн. изд-во, 1963. — 110 с.
- Летящий лес: Стихи. — Южно-Сахалинск: Дальневост. кн. изд-во: Сахалин. отд-ние, 1967. — 99 с.
- И правда и сила: Стихи. — Южно-Сахалинск: Дальневост. кн. изд-во: Сахалин. отд-ние, 1969. — 70 с.
- Единый экипаж: Стихи. Поэма. — Южно-Сахалинск: Дальневост. кн. изд-во: Сахалин. отд-ние, 1972. — 44 с.
- Подснежные цветы: Стихи. — М.: Советский писатель, 1972. — 110 с.
- Остров-Радица: Стихи. — М.: Советский писатель, 1978. — 111 с.
- Живые острова: Стихи. — Южно-Сахалинск: Дальневост. кн. изд-во: Сахалин. отд-ние, 1979. — 191 с.
- Судьба тебя не спросит: Рассказы, очерки. — Южно-Сахалинск: Дальневост. кн. изд-во: Сахалин. отд-ние, 1980. — 143 с.
- Российская околица: Из записок лесничего. — М.: Молодая гвардия, 1981. — 231 с.
- Пятый перевал: Стихи. — Южно-Сахалинск: Дальневост. кн. изд-во: Сахалин. отд-ние, 1983. — 112 с.
- Зелёная зелёная земля: Книга стихов. — М.: Современник, 1985. — 74 с. — (Новинки «Современника»).
- Нежданно-негаданно: Повесть и рассказы. — М.: Молодая гвардия, 1987. — 269 с.
- А что же мне делать в России?: Стихи. — Находка, 2001. — 105 с.
- Несуета: Рассказы-эссе, казусы-непридумки. — Углекаменск, 2002. — 144 с.
- Откровения отшельника: проза и стихи. — Владивосток: Мор. гос. ун-т им. Г. И. Невельского, 2004. — 78 с.

- Я задумал песню написать...: стихотворение // Молодая гвардия : газета. — 1962. — 30 сентября (№ 196). — С. 3.
- Тракторы: стихотворение // Молодая гвардия : газета. — 1962. — 1 декабря (№ 240). — С. 3.
- Паруса: стихотворение // Молодая гвардия : газета. — 1963. — 20 февраля (№ 36). — С. 3.
- Хлюсты / Раздумье (Стихи на злобу дня) // Молодая гвардия : газета. — 1963. — 10 апреля (№ 171). — С. 3.
- Коммунизма солдаты: стихотворение // Молодая гвардия : газета. — 1963. — 30 июля (№ 149). — С. 1.
- Земля—Космос—Земля: отрывок из поэмы // Молодая гвардия : газета. — 1963. — 24 августа (№ 167). — С. 3.
- В тайге (из поэмы «Люди ждут») // Советский Сахалин. — 1963. — 25 сентября (№ 220). — С. 3.
- Перевал. В повалку ели...: стихотворение // Молодая гвардия. — 1963. — 1 декабря (№ 237). — С. 3.
- Дружеские эпиграммы на собратьев по перу // Молодая гвардия. — 1963. — 31 декабря (№ 260). — С. 4.
- Самое родное: стихотворение // Советский Сахалин. — 1965. — 22 апреля (№ 94). — С. 2.
- Молодое море / Летящий лес / В тайге есть ручеёк: стихотворения // Советский Сахалин. — 1965. — 21 августа (№ 197). — С. 4.
- Весеннее имя: стихотворение // Советский Сахалин. — 1965. — 6 ноября (№ 263). — С. 2.
- Лесные грёзы / Брусника-ягода: стихотворения // Советский Сахалин. — 1965. — 19 декабря (№ 299). — С. 4.
- Угол зрения / Берёзовые сопки: стихотворения // Советский Сахалин. — 1966. — 25 декабря (№ 302). — С. 3.
- Росное утро / Дерево-красавица / Таёжное пастбище: стихотворения // Советский Сахалин. — 1967. — 16 апреля (№ 90). — С. 3.
- Встречный пал: документальный рассказ // Советский Сахалин. — 1967. — 27 июня (№ 149). — С. 3.
- Берёзовые сопки / В краснотале / Звенит зенит...: стихотворения // Советский Сахалин. — 1968. — 14 января (№ 12). — С. 3.
- На пасеке / Непоседы: стихотворения // Советский Сахалин. — 1968. — 28 января (№ 24). — С. 3.
- Мой знакомый / Военное ночное: стихотворения // Советский Сахалин. — 1968. — 9 июня (№ 134). — С. 4.
- Чайки: стихотворение // Советский Сахалин. — 1968. — 24 ноября (№ 275). — С. 3.
- Вечный ритм: стихотворение // Советский Сахалин. — 1969. — 2 февраля (№ 28). — С. 3.
- Лесовод: стихотворение // Советский Сахалин. — 1969. — 27 апреля (№ 100). — С. 4.
- Единый экипаж: стихотворение // Советский Сахалин. — 1970. — 7 февраля (№ 31). — С. 4.
- В изыскательной партии: стихотворение // Советский Сахалин. — 1970. — 15 марта (№ 62). — С. 4.
- В гостях у матери: стихотворение // Советский Сахалин. — 1970. — 26 сентября (№ 228). — С. 4.
- Зелёный мир: стихотворение // Советский Сахалин. — 1970. — 18 октября (№ 241). — С. 4.
- Как взросла сосна: очерк // Советский Сахалин. — 1971. — 9 января (№ 7). — С. 3.; до №10 от 13.01.1971г.
- К небу — свечой сосна... / Со мной на «ты» и травка и лесина... / Опять в лесу. Трава узка...: стихотворения // Советский Сахалин. — 1971. — 30 мая (№ 131). — С. 4.

## Память
Во многих населённых пунктах Сахалинской области хранят память о поэте. Его стихи преподают в школах, используют для формирования экологической культуры у детей и юношества.
В 2002 году, ещё при жизни, получил звание Почётного гражданина Партизанска. После смерти поэта там ежегодно проводят «Лебковские чтения», в День его рождения — 2 августа. Первые чтения состоялись в 2006 году.
В 2013 году его имя присвоили Долинской центральной городской библиотеке. Также в Долинске хотят присвоить его имя аллее в городском парке. По словам местных жителей, именно Лебков первым начал разводить сосну на Сахалине.  После его смерти в Углекаменске ежегодно проводятся «Лебковские чтения».